# Francisco de los Angeles Quiñones
Francisco de los Angeles Quiñones (Leão, 1475 - Veroli, 5 de novembro de 1540) foi um cardeal espanhol do século XVI.

## Biografia
O mais novo dos três filhos de Diego Fernández de Quiñones, conde de Luna e merino prefeito das Astúrias, e da condessa Juana Enríquez de Guzmán. Seu nome de batismo era Enrique. Ele era parente do Sacro Imperador Romano Carlos V. Seu sobrenome também está listado como Quignonez; como Quiniones; e como Quignon.
Recebeu a educação inicial em casa e depois na corte do Arcebispo Francisco Jiménez de Cisneros, OFM, de Toledo, de quem foi pajem; mais tarde, ele continuou a servir na casa do arcebispo. Entrou na Ordem dos Frades Menores (Franciscanos) em 1491 no convento de Santa María de los Ángeles, Hornachuelos, Sierra Morena; adotou o nome de Francisco de los Ángeles; também estudou na Universidade de Alcalá; e na Universidade de Salamanca.
Custódio do convento de Los Ángeles em 1512. Eleito definidor geral de sua ordem no capítulo geral celebrado em Roma em 1517. Vigário geral dos novos espanhóis da província de Los Ángeles, 1518-1521. Por bula emitida em 25 de abril de 1521, o Papa Leão X concedeu-lhe permissão e faculdades para ir como missionário à América junto com o Pe. Juan Clapión, confessor do imperador. O Papa Adriano VI, sucessor do Papa Leão X, confirmou a decisão com uma bula datada de 9 de maio de 1522; o imperador decidiu que os franciscanos seriam os primeiros missionários da Nova Espanha; mas o Pe. Clapión morreu nesse mesmo ano e Pe. Quiñones foi eleito para um cargo importante e teve que abandonar seu projeto. Comissário geral da província ultramontana da sua ordem, 1521-1523; visitou a Holanda e outras províncias espanholas. Eleito ministro geral da sua ordem no capítulo geral celebrado em Burgos (ou Barcelona) em 1522; visitou as províncias espanholas, portuguesas e diversas províncias italianas; foi reeleito em 1526 quando, por humildade, apresentou sua renúncia. Apoiou ativamente as atividades missionárias de sua ordem; escreveu instruções para trabalhos missionários, nas quais enfatizou as qualidades do missionário e desenvolveu padrões para o método missionário; e em 1523-1524 enviou missionários ao México, conhecidos como os "doze Apóstolos". Durante a guerra das Comunidades na Espanha, Francisco mediou entre o imperador e os comuneros; quando estes últimos foram derrotados, ele defendeu a misericórdia perante o soberano. Cercou-se de estudiosos e humanistas, como Juan Ginés de Sepúlveda e Diego López Zúñiga durante sua estada em Roma como ministro geral.
Em 1526 tentou, sem sucesso, separar o Papa Clemente VII da aliança anti-imperial com a França e Veneza; foi enviado pelo papa ao imperador em missão secreta e encontrou-se com este em Granada em 20 de abril de 1526; voltou a Roma em missão de paz no mês de novembro seguinte; as negociações com o pontífice fracassaram devido à oposição do duque de Bourbon e ao tumulto das tropas famintas; foi enviado novamente ao imperador em 1527 e encontrou-o em Valladolid; o saque de Roma ocorreu em 6 de maio de 1527 e o papa tornou-se cativo das tropas imperiais em Castello Sant'Angelo por seis meses. Nomeado legado perante o imperador; em maio ou junho de 1527, corsários (Caesaris adversariis, inimigos do imperador) interceptaram o navio em que viajava o Padre Quiñones e obrigou-o a mostrar os documentos que transportava, acreditando que se tratava de um agente imperial, e quando os corsários viram que se tratava de um enviado papal, desembarcaram-no na costa da Espanha; finalmente chegou e encontrou-se com o imperador em Madrid para negociar com ele a liberdade do papa e uma reconciliação completa entre os dois; sua legação conseguiu a libertação do papa em 6 de dezembro de 1527; o papa teve que concordar com a ocupação de cidades importantes dos Estados Pontifícios e pagou uma indenização muito grande; o pontífice teve que viver longe da cidade devastada em Orvieto e mais tarde de Viterbo até outubro de 1528. Suas atividades diplomáticas impossibilitaram o governo da ordem e o padre Quiñones renunciou ao cargo de ministro geral em dezembro de 1527.
Criado cardeal-presbítero no consistório de 7 de dezembro de 1527; recebeu o chapéu vermelho e o título de S. Croce em Jerusalém em 25 de setembro de 1528. De julho a dezembro de 1528, o cardeal Quiñones esteve na corte imperial trabalhando para alcançar a reconciliação completa entre os dois soberanos; e ocorreu finalmente a assinatura dos tratados de Barcelona em 1528 e de Cambrai em 1529. Em 10 de agosto de 1529, foi capturado por Napoleão Orsini, abade de Farfa, e retido no castelo de Bracciani, para exigir que o papa pagasse ao abade 3.000 ducados que o pontífice havia anteriormente interceptado; o cardeal Quiñones foi liberto pela satisfação imediata do papa.
Eleito bispo de Coria em 5 de dezembro de 1530. Consagrado na quinta-feira 21 de dezembro de 1531, Capela Sistina, pelo Papa Clemente VII, assistido pelo Cardeal Alessandro Farnese, bispo de Ostia e Velletri, pelo Cardeal Antonio Ciocchi del Monte, bispo do Porto e Santa Rufina, e pelo Cardeal Andrea della Valle. Na mesma cerimônia também foram consagrados os cardeais Antonio Sanseverino, Francesco Cornaro e Giovanni Domenico de Cupis. Renunciou ao governo da diocese em 1532. Governador de Veroli e Campagna. Por ordem do Papa Clemente VII, reformou o Breviário Romano; Diego de Meila e Gaspar de Castro também foram encarregados da reforma do breviário; a obra durou de 1529 a 1534. Participou do conclave de 1534, que elegeu o Papa Paulo III. Camerlengo do Sagrado Colégio dos Cardeais, 8 de janeiro de 1535 a 1º de janeiro de 1536. Legado perante o rei Fernando dos Romanos para promover a celebração de um concílio geral em Mântua, 9 de janeiro de 1536. Administrador da Sé de Acerno, 9 de junho de 1539.
O Cardeal faleceu em Veroli, 5 de novembro de 1540. Transferido para Roma e sepultado na basílica de S. Croce em Jerusalém, num túmulo que ele próprio construiu